# Achalaïta
L'achalaïta és un mineral de la classe dels òxids que pertany al grup de la wodginita. Rep el nom del batòlit granític d'Achala, situat a l'Argentina.

## Característiques
L'achalaïta és un òxid de fórmula química (Fe²⁺,Mn)(Ti,Fe³⁺,Ta)(Nb,Ta)₂O₈. Va ser aprovada com a espècie per l'IMA l'any 2013. Cristal·litza en el sistema monoclínic. La seva duresa a l'escala de Mohs és 5,5.
L'exemplar que va servir per a determinar l'espècie, el que es coneix com a material tipus, es troba conservat a la col·lecció del museu de Mineralogía y Geología «Dr. Alfred Stelzner» de la Universidad Nacional de Córdoba, Córdoba, Argentina, amb el número de col·lecció 3279.

## Formació i jaciments
Va ser descoberta a la mina La Calandria, situada a Cañada del Puerto, dins el departament de San Alberto (Província de Córdoba, Argentina), sent l'únic indret de tot el planeta on ha estat descrita aquesta espècie mineral.